# Municipio de Saltabarranca
El municipio de Saltabarranca se encuentra en el estado de Veracruz, es uno de los 212 municipios de la entidad y tiene su ubicación en la zona centro del estado, es un municipio que tiene una categoría semiurbana y forma parte de la región Papaloapan. Su cabecera es la localidad de Saltabarranca. Sus coordenadas son 18°35’ latitud norte, longitud oeste de 95°32’ y cuenta con una altura de 10 m s. n. m.

El municipio de Saltabarranca tiene un clima cálido-regular, a una temperatura promedio de 24.9°C, con lluvias en verano y principios de otoño. En este municipio se lleva a cabo del 14 al 23 de mayo, las fiestas religiosas en honor de san Isidro Labrador, patrono del pueblo.
El municipio tiene una población de 6,126 habitantes (2020), conformado por 36 localidades.

## Fiestas y tradiciones
Mojiganga: Es una fiesta tradicional y concurso que se celebra el 14 de mayo, donde arman una figura de grandes dimensiones hechas de caña de azúcar y papel, la cual representa a algún personaje u objeto. El concurso consta de varios participantes que generalmente van en grupos con diferentes nombres como "La Bahía".                El festejo comienza unas semanas antes, con los participantes iniciando a construir sus figuras. El día 14 de mayo los participantes dan un desfile sobre las calles principales de Saltabarranca con las figuras cargando sobre sus manos al ritmo de "La danza de la Tusa", luego del desfile llegan al parque principal y ahí es donde se califican y dan los premios, según los criterios de: figura mejor hecha, figura más bonita, figura más original, etc.

## Límites
- Norte: Lerdo de Tejada.
- Sur: Santiago Tuxtla.
- Este: Angel R. Cabada.
- Oeste: Tlacotalpan.